# Città di Parramatta
La città di Parramatta è una Local Government Area che si trova nel Nuovo Galles del Sud. Essa si estende su una superficie di 61 chilometri quadrati e ha una popolazione di 166.858 abitanti. La sede del consiglio si trova a Parramatta.